# Okros Tsije
Okros Tsije (en georgiano:ოქროს ციხე, literalmente, «la fortaleza dorada») es una fortaleza medieval en el municipio de Adigeni, en el sur de Georgia de la Región de Samtsje-Yavajeti, al norte de la aldea de Shoqa. Se encuentra en el valle histórico de Kvabliani, en un monte rocoso casi inaccesible. La fortaleza ocupó un lugar destacado en los encuentros entre georgianos y otomanos del siglo XVI y también era conocida por el equivalente turco de su nombre, Altunkal'a. En el 2007, Okros Tsikhe fue inscrito en la lista de Monumentos culturales inamovibles de importancia nacional de Georgia.

## Arquitectura
La fortaleza de Okros Tsikhe es una de las mayores fortificaciones medievales de Georgia. Sus gruesos muros están construidos con enormes bloques de piedra bastamente recortados, que alcanzan una altura de 10 metros. La ciudadela culmina en una cresta rocosa del monte y sus murallas -reforzadas con grandes torres- descienden a gran velocidad tanto en la ladera sur como en la norte. Su planta es compleja, con varios niveles que siguen la superficie rocosa irregular y paredes artificiales que se mezclan con la pared rocosa.

## Historia

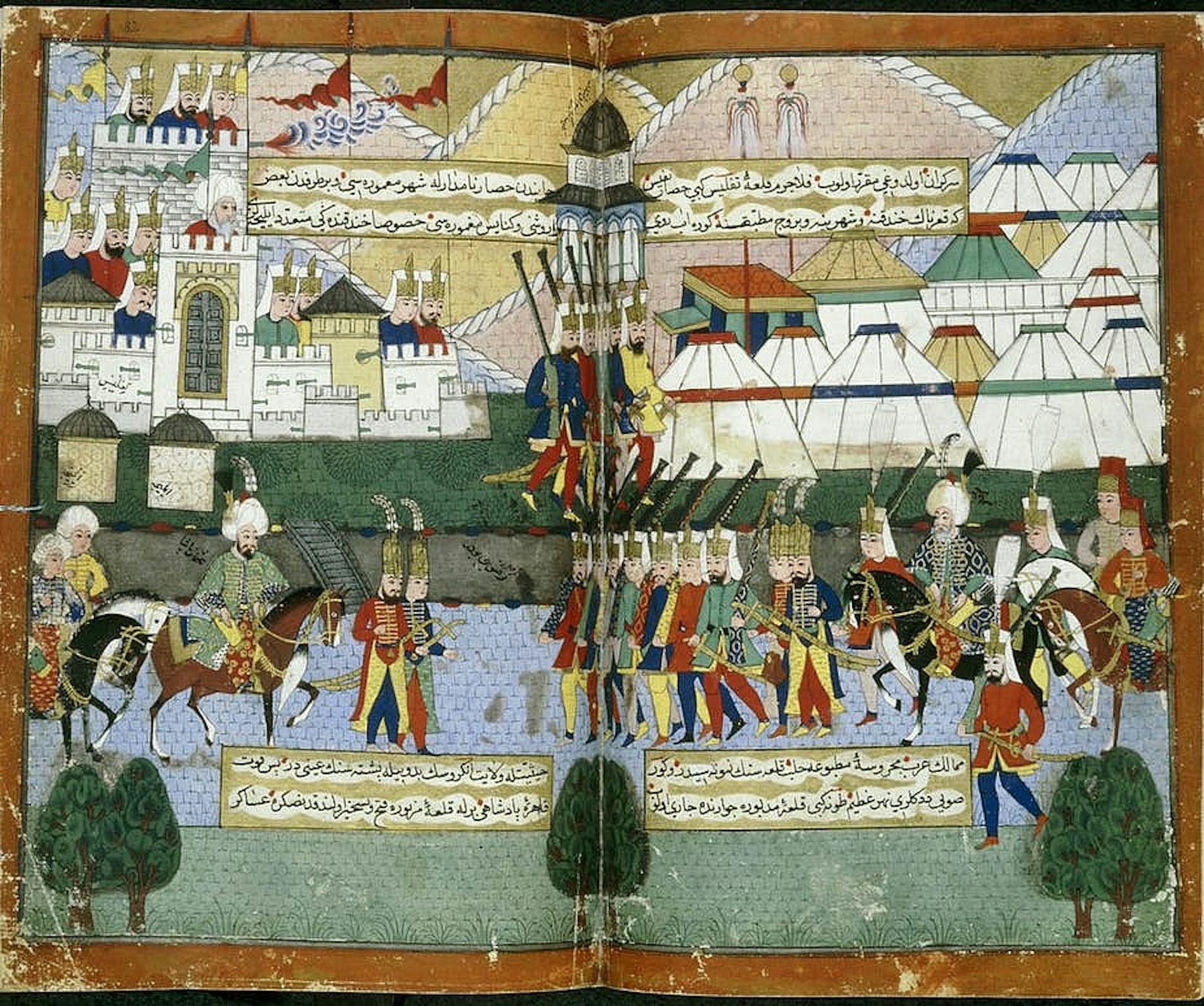
Lala Kara Mustafa Pasha con su ejército otomano desfilando ante las murallas de Tblisi en agosto de 1578.

La fortaleza de Okros Tsikhe fue construida a finales del siglo XIII o principios del XIV y fue una de las principales fortificaciones en posesión de la dinastía Jaqeli del Principado de Samtskhe. Debido a su posición dominante en el valle de Kvabliani, la fortaleza desempeñó un papel destacado en la defensa de Samtskhe contra el ejército del imperio otomano invasor durante la campaña caucásica de Lala Kara Mustafa Pasha en 1578. Fue allí donde el príncipe Dedisimedi se había atrincherado antes de negociar un acuerdo de paz con el comandante otomano. Después de la conquista otomana final de la provincia, la fortaleza fue conocida por su nombre turco, Altunkal'a, y sirvió como centro del distrito homónimo (liwa).